# Blanqueta de la mitja lluna
La blanqueta de la mitja lluna (Pieris mannii) és una espècie de lepidòpter papilionoïdeu de la família dels pièrids (Pieridae) present als Països Catalans.

## Distribució
Es troba al sud d'Europa, l'Àsia Menor, el Marroc i Síria.

## Descripció
Les femelles fan entre 4,1 i 4,3 cm d'envergadura, i els mascles, entre 3,4 i 4,1. L'anvers o cara superior de les ales és blanc amb taques negres. El revers és blanc i groc pàl·lid. Es pot confondre amb altres espècies del mateix gènere, com Pieris rapae i Pieris ergane.

## Història natural
Els adults volen de març a octubre, depenent del lloc on viuen. Als indrets on el clima és favorable és una espècie trivoltina: la primera generació vola durant la primavera; la segona apareix a principis d'estiu, i la tercera, a finals d'estiu. L'última generació hiberna en estat de crisàlide.
La larva s'alimenta de crucíferes com Iberis sempervirens i diverses espècies del gènere Sinapis.
El seu hàbitat són zones ben conservades de muntanya, compreses entre els 400 i els 2.000 m d'altitud, amb roques calcàries i pedregars.

## Galeria

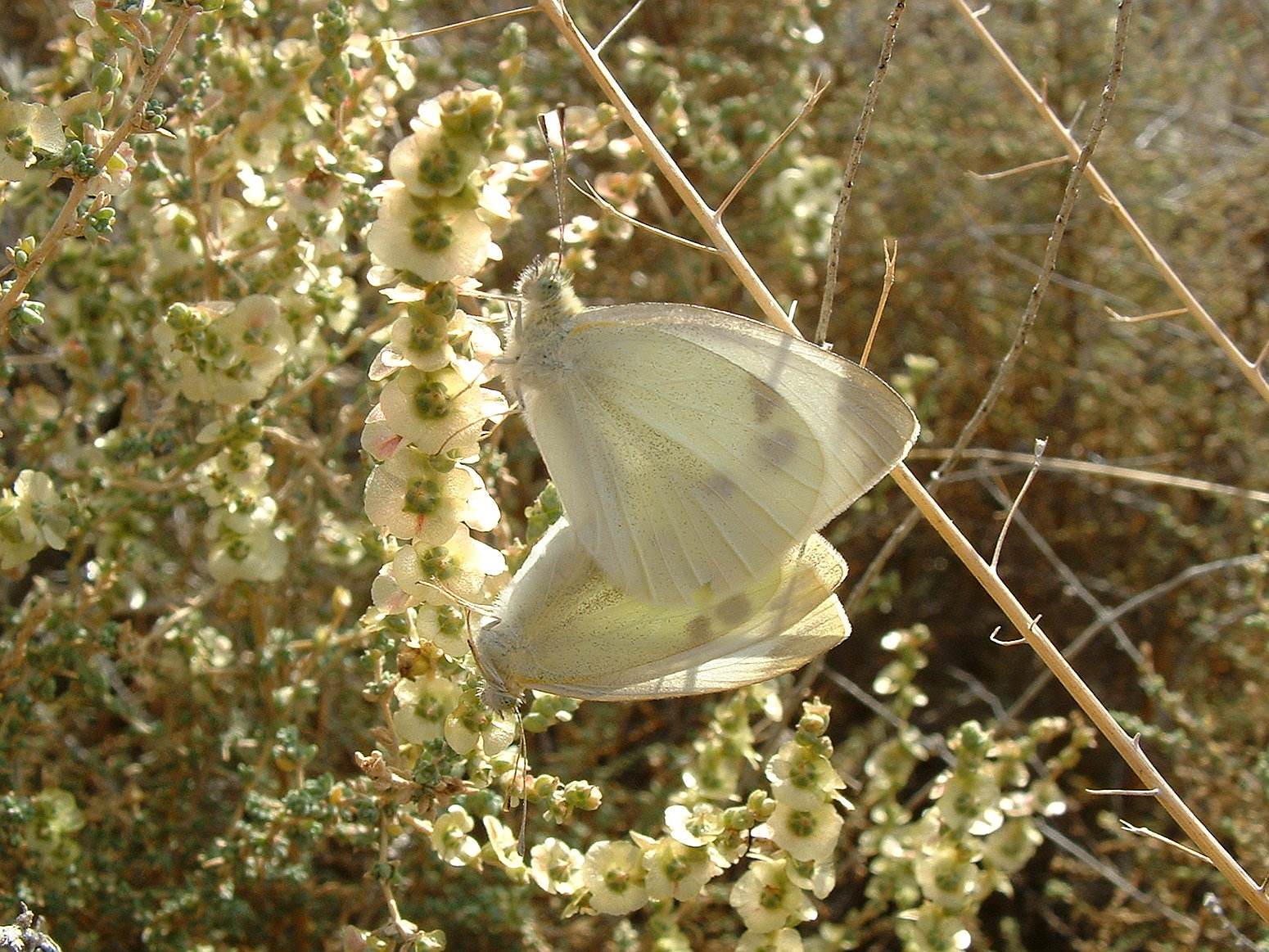
Còpula de Pieris mannii